# Dreamfall Chapters: The Longest Journey
A Dreamfall Chapters: The Longest Journey (norvégul Drømmefall Kapitler: Den lengste reisen) egy epizodikus kalandjáték, melyet a norvég Red Thread Games készít. A játék a The Longest Journey és a Dreamfall: The Longest Journey folytatása. Ragnar Tørnquist – az előző két rész vezető dizájnere és történetírója – kevés információt szivárogtatott ki a játékról.

## Játszhatóság
Tørnquist (nem hivatalosan) kijelentette, hogy a Chapters játszhatósága hasonló lesz a Dreamfalléhoz. A játszható karaktereket külső nézetből lehet majd irányítani, de a Dreamfallban használható "focus field" már nem fog bekerülni a Chaptersbe. A játékmenet a "logikai feladványok, beszélgetések, kutatások és mini-játékok, akciójelenetek keveréke lesz". Tørquist külön kiemelte hogy a játék harcrendszerét (mely miatt a Dreamfallt sok negatív kritika érte) teljesen átdolgozzák, de nem a mai kalandjátékok közt divatos QTE (Quick Time Event) rendszerrel fog rendelkezni, hanem "jó, ódivatú csihi-puhi" módszerrel kell majd legyőzni ellenfeleinket.

## Történet
Tørnquist elmondta hogy a játék története ott fog folytatódni, ahol a Dreamfall véget ért sőt még kicsit előtte is, hogy a befejezést egy másik szemszögből is láthassuk. Szerinte a történet narratív lesz, és feltűnik majd benne sok új és régi szereplő egyaránt, egy "nagyon érdekes új hősnővel együtt". Például Tørnquist megerősítette hogy Zoë Castillo és Kian Alvane is visszatérnek a játékban, Cortezzel együtt. Azonban nem volt hajlandó nyilatkozni April Ryan helyzetéről a Dreamfall befejezése után. A blogján pár utalást tett a történet jövőbeli alakulásával kapcsolatban.

## Fejlesztés
2007. március 1-én a Funcom bejelentette, hogy az előzményeivel ellentétben a Dreamfall Chapters epizódikus formában lesz kiadva, ami tökéletesen illett Tørnquist jövőbeli terveihez a történetet illetően. 2009 októberében a munkálatok még mindig nem kezdődtek meg, mivel a Chapters leendő fejlesztői (Tørnquistot is beleértve) jelenleg a The Secret World című játékon dolgoznak. A játék cselekményét azonban már megírták. 2009 október elsején Erling Ellingsten - a Funcom kommunikációs igazgatója – egy interjúban kijelentette hogy a Dreamfall Chapterst "határozatlan időre felfüggesztették."  Tørnquist tíz nappal később ellentmondott Ellingsten kijelentésének a blogján, azzal a kijelentéssel hogy "a felfüggesztés nem határozatlan ideig tart, hanem csak ideiglenes". A játéknak a mai napig nincs hivatalosan bejelentett megjelenési dátuma. A Formspring.me-n Tørnquist azt nyilatkozta, hogy a Dreamfall Chapters 2013 előtt játszható lesz.
2012. november 1-én jelentették be, hogy a Ragnar Tørnquist által létrehozott új stúdió, a Red Thread Games vette át a játék készítését, mert a Funcom áttért az online játékok forgalmazására. A Red Thread Gamesnek a Norvég Filmművészeti Egyetem adományozott egymillió norvég koronát, hogy megkezdhessék a munkálatokat. A játék teljes költségvetésének Tørnquist egy millió dollárnak megfelelő koronát számolt, melyet a Kickstarter nevű adománygyűjtő oldal segítségével szándékoznak megszerezni, és 2013 tavaszán indul majd a gyűjtés. A Red Thread Games „nem fogja elcsábítani a Funcom dolgozóit”, de szoros közreműködésre számítanak a Funcommal.
Bár a Dreamfall Chapters epizodikus videójátékként volt bejelentve, a készítők meggondolták magukat, és inkább egy teljes játékot adnak ki. Később mégis inkább az epizodikus megjelenés mellett döntöttek.

## Fordítás
- Ez a szócikk részben vagy egészben  a   Dreamfall Chapters című angol Wikipédia-szócikk fordításán alapul.  Az eredeti cikk szerkesztőit annak laptörténete sorolja fel. Ez a jelzés csupán a megfogalmazás eredetét és a szerzői jogokat jelzi, nem szolgál a cikkben szereplő információk forrásmegjelöléseként.